# هدف علم الأحياء الجزيئي الرئيسي
الهدف الرئيسي لعلم الأحياء الجزيئية (Central dogma of Molecular biology) هو  شرح لتدفق المعلومات الوراثية داخل النظام الأحيائي. أو هو عبارة عن مسار تحول المادة الوراثية من الحمض النووي DNA ألى حمض رايبوزي ناقل mRNA والتي يتم ترجمتها في الرايبوسومات كبروتينات. أول  من أشار لهذا المصطلح كان من قبل فرانسيس كريك في عام 1956 وإعادة نشرة في مجلة الطبيعة كورقة نشرت في عام 1970:

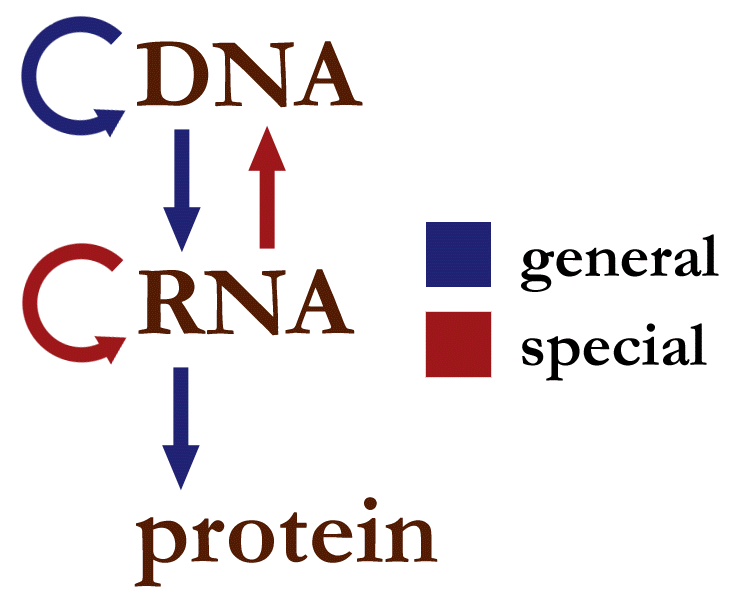
تدفق المعلومات في النظم الأحيائية

Central dogma كما تم وصفها بأنها «مسار تحول الحمض النووي الرايبوزي إلى بروتين،» تقرير كان في الأصل يسمى تسلسل الفرضية من قبل كريك.
ولكن هذا التبسيط لا يجعل من الواضح أن العقيدة المركزية (Central dogma ) كما ذكر من قبل كريك لا يحول دون عكس تدفق المعلومات من RNA إلى DNA ، فقط استبعاد تدفق من البروتين الريبي النووي أو الحمض النووي. كريك استعمل كلمة عقيدة كان غير تقليدي، ومثير للجدل.
الفكرة أو العقيدة (Dogma) هو إطار لفهم نقل تسلسل المعلومات بين المعلومات التي تحمل بوليمرات حيوية في جميع الحالات، في الكائنات الحية. هناك ثلاث فئات رئيسية من هذه البوليمرات الحيوية: DNA وRNA (كل من الأحماض النووية)، والبروتين.  الحمض النووي يمكن يستسخ (DNA replication), معلومات الحمض النووي يمكن نسخها إلى mRNA(النسخ) والبروتينات يمكن تصنيعه باستخدام المعلومات في mRNA كقالب بالترجمة إلى بروتين (ترجمة).

## التحويلات البيولوجية العامة كتتابع للمعلومات الوراثية

| العامة                      | خاصة                    | غير معروف               |
| --------------------------- | ----------------------- | ----------------------- |
| الحمض النووي → الحمض النووي | RNA → الحمض النووي      | البروتين → الحمض النووي |
| الحمض النووي → RNA          | RNA → RNA               | البروتين → RNA          |
| RNA → البروتين              | الحمض النووي → البروتين | البروتين → البروتين     |

### الحمض النووي (تضاعف المادة الوراثية)
بمعنى أن تضاعف الحمض النووي يحدث في أي خلية، سواء كانت جسدية أو الإنجابية، نسخ الحمض النووي DNA يعتبرالخطوة الأساسية في (Central dogma ). مجموعة معقدة من البروتينات تسمى replisome تؤدي وظيفة النسخ المتماثل من المعلومات.
replisome يتكون من:
- A) helicase) يوجد في superhelix ويؤدى إلى بدء عملية التضاعف من خلال تكوين شوكة التضاعف أو النسخ المتماثل شوكة
- SSB البروتين الذي يربط فتح DNA المزدوج ويمنع إعادة التحام شريطي ال DNA .
- RNA primase أن يضيف التكميلية RNA primer عبارة عن مجموعة من القواعد النيتروجينية والتي تبدا بالأستنساج إلى mRNA.
- البلمرة DNA الثالث أن يقرأ قالب موجود سلسلة من 3' نهاية لها 5' نهاية ويضيف جديدة مكملة النيوكليوتيدات من 5' إلى نهاية 3' نهاية ابنة سلسلة
- الحمض النووي بوليميريز I أن يزيل RNA الإشعال ويحل لهم الحمض النووي.
- DNA ligase أن ينضم اثنين من شظايا أوكازاكي مع phosphodiester السندات لإنتاج سلسلة متواصلة.

هذه العملية عادة ما يحدث أثناء مرحلة ثانية من دورة الخلية.

### النسخ (Transcription).

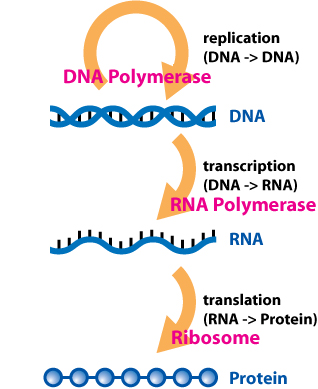

النسخ هو العملية التي من خلالها المعلومات الواردة في جزء من الحمض النووي تكرارها في شكل حديثا تجميعها قطعة من رسول الحمض النووي الريبي (مرنا). الإنزيمات تسهيل عملية تشمل الحمض النووي الريبي بوليميراز وعوامل النسخ. في حقيقية النواة الخلايا الأولية النص هو (ما قبل مرنا). قبل مرنا يجب معالجتها للترجمة إلى المضي قدما. تجهيز يشمل بالإضافة إلى 5' كاب وبولي-ذيل قبل مرنا سلسلة، تليها الربط. الربط البديلة يحدث عند الاقتضاء، وزيادة تنوع البروتينات أن أي واحد مرنا يمكن أن تنتج. المنتج كامل عملية النسخ التي بدأت الإنتاج من قبل مرنا سلسلة، ناضجة مرنا سلسلة.

### الترجمة (Translation)
ناضجة مرنا تجد طريقها إلى الريبوسوم، حيث يحصل على ترجمة. في بدائية النواة والخلايا التي ليس النووية حجرة عمليات النسخ والترجمة قد تكون مرتبطة معا دون فصل واضح. في حقيقية النواة الخلايا الموقع من النسخ (نواة الخلية) هو عادة فصل من موقع الترجمة (السيتوبلازم)، لذلك يجب أن يكون مرنا نقلها من النواة إلى السيتوبلازم، حيث يمكن أن تكون ملزمة ريبوسوم. الريبوسوم يقرأ مرنا الثلاثي codons ، تبدأ عادة مع أغسطس (الأدينين−اليوراسيل−جوانين)، أو البادئ الميثيونين كودون المصب من الريبوسوم موقع ملزمة. المجمعات من بدء العوامل واستطالة عوامل تجلب aminoacylated الكشف نقل (tRNAs) في الريبوسوم-مرنا مجمع مطابقة كودون في مرنا إلى مكافحة كودون على الحمض الريبي النووي النقال. كل الحمض الريبي النووي النقال يحمل المناسبة من الأحماض الأمينية بقايا إضافة إلى ببتيد سلسلة يجري تحضيرها. مثل الأحماض الأمينية على ربط النمو الببتيد سلسلة، سلسلة تبدأ للطي في الصحيح التشكل. الترجمة ينتهي مع وقف كودون والتي قد تكون UAA UGA, أو UAG الثلاثي.
مرنا لا تحتوي على جميع المعلومات لتحديد طبيعة ناضجة البروتين. الوليد سلسلة ببتيد صدر من الريبوسوم عادة يتطلب معالجة إضافية قبل أن يخرج المنتج النهائي. لشيء واحد، للطي الصحيح العملية معقدة وذات أهمية حيوية. معظم البروتينات يتطلب الأخرى المرافقة البروتينات للتحكم في شكل المنتج. بعض البروتينات ثم المكوس الداخلية شرائح من الببتيد سلاسل الربط النهايات الحرة على الحدود الفجوة; في مثل هذه العمليات داخل «تجاهل» تسمى أقسام inteins. البروتينات الأخرى يجب أن تنقسم إلى أقسام متعددة دون الربط. بعض سلاسل ببتيد تحتاج إلى أن تكون عبر ربط، وغيرها يجب أن تعلق العوامل المساعدة مثل هيم (الهيم) قبل أن تصبح وظيفية.

## خاصة التحويلات البيولوجية متتابعة المعلومات

### النسخ العكسي

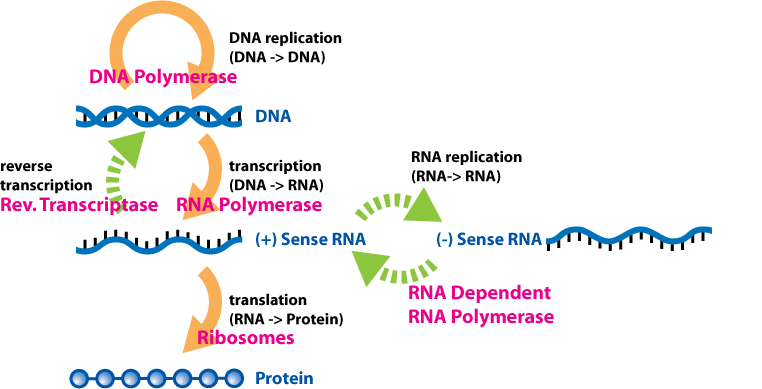
غير عادية تدفق المعلومات باللون الأخضر

عكس النسخ هو نقل المعلومات من RNA إلى DNA (عكس العادي النسخ). هذا ومن المعروف أن تحدث في حالة من الفيروساتمثل فيروس نقص المناعة البشرية، وكذلك في حقيقيات النوى، في حالة ريتروترانسبوسونس والتيلوميرالتوليف.
هو العملية التي من خلالها المعلومات الوراثية من الحمض النووي الريبي يحصل نسخها في الحمض النووي الجديد.

### RNA النسخ المتماثل
RNA النسخ هو نسخ RNA إلى آخر. العديد من الفيروسات تكرار هذه الطريقة. الإنزيمات التي نسخ الحمض النووي الريبي جديدة RNA يسمى RNA-dependent RNA [بولمرس]موجودة أيضا في العديد من حقيقيات النوى حيث أنهم متورطون في الحمض النووي الريبي إسكات.
RNA التحرير، الذي ال RNA يتم تغيير تسلسل عن طريق مجموعة معقدة من البروتينات و «دليل الحمض النووي الريبي»، يمكن أيضا أن ينظر إليه باعتباره RNA—RNA نقل.

### ترجمة مباشرة من الحمض النووي والبروتين
ترجمة مباشرة من الحمض النووي إلى البروتين وقد ثبت في زنزانة خالية من النظام (أي في أنبوب الاختبار)، وذلك باستخدام مقتطفات من E. القولونية التي تحتوي ريبوسوم، ولكن ليس خلايا سليمة. هذه الخلية شظايا يمكن تجميع البروتينات من واحد الذين تقطعت بهم السبل الحمض النووي قوالب معزولة عن غيرها من الكائنات الحية (مثل الفأر أو الضفدع)، النيوميسين تم العثور على تعزيز هذا التأثير. ومع ذلك، ليس من الواضح ما إذا كانت هذه الآلية الترجمة يتفق مع الإستراتيجية على وجه التحديد إلى الشفرة الوراثية.

## استخدام مصطلح «العقيدة»
في السيرة الذاتية، ما السعي المسعور ، كريك كتب عن اختيار كلمة العقيدة وبعض المشاكل التي سببت له:

«اتصلت هذه الفكرة المركزية العقيدة، لسببين، وأظن. كنت قد استخدمت بالفعل واضح كلمة الفرضية في تسلسل الفرضية، وبالإضافة إلى ذلك أردت أن تشير إلى أن هذا الافتراض أكثر وأكثر قوة. ... كما اتضح أن استخدام كلمة عقيدة تسبب تقريبا أكثر صعوبة مما كان يستحق. بعد سنوات عديدة Jacques Monod أشار لي أنني لم تظهر لفهم الصحيح استعمال كلمة عقيدة، وهو اعتقاد أنه لا يمكن أن يشك. لم إلقاء القبض على هذا في غامض نوعا ما ولكن منذ كنت أعتقد أن كل المعتقدات الدينية من دون أساس، لقد استخدمت كلمة بالمناسبة أنا نفسي فكرت في ذلك، وليس مثل معظم دول العالم لا، وببساطة يطبق على الكبير فرضية أن ذلك معقول، المباشر الدعم التجريبي.»

وبالمثل، هوراس فريلاند جادسون السجلات في اليوم الثامن من الخلق:
«رأيي هو أن العقيدة كانت الفكرة التي كان هناك أي دليل معقول. هل ترى؟ !» وكريك أعطى هدير فرحة. «أنا فقط لا أعرف ماذا العقيدة يعني. وأنا يمكن أن يطلق عليه 'المركزي فرضية، أو — كما تعلمون. وهو ما عنيته. العقيدة كان مجرد مقولة.»